# Edgar Campos
Edgar Remberto Campos Serrano (San Salvador, 9 de mayo de 1983) es un futbolista salvadoreño. Juega como defensa y su actual equipo es el Platense, de la Primera División de El Salvador.

## Clubes
Actualizado al último partido jugado el 13 de abril de 2022.
| Club Deportivo Juventud Independiente · El Salvador | 1.ª                 | 2015-16             | 21  | 0 | - | - | - | - | 21  | 0 |
| Club Deportivo Juventud Independiente · El Salvador | Total               | Total               | 21  | 0 | 0 | 0 | 0 | 0 | 21  | 0 |
| Club Deportivo Luis Ángel Firpo · El Salvador       | 1.ª                 | 2016-17             | 42  | 0 | - | - | - | - | 42  | 0 |
| Club Deportivo Luis Ángel Firpo · El Salvador       | 1.ª                 | 2017-18             | 39  | 1 | - | - | - | - | 39  | 1 |
| Club Deportivo Luis Ángel Firpo · El Salvador       | Total               | Total               | 81  | 1 | 0 | 0 | 0 | 0 | 81  | 1 |
| Pasaquina Fútbol Club · El Salvador                 | 1.ª                 | 2018-19             | 39  | 1 | - | - | - | - | 39  | 1 |
| Pasaquina Fútbol Club · El Salvador                 | Total               | Total               | 39  | 1 | 0 | 0 | 0 | 0 | 39  | 1 |
| Club Deportivo El Vencedor · El Salvador            | 1.ª                 | 2019-20             | 25  | 0 | - | - | - | - | 25  | 0 |
| Club Deportivo El Vencedor · El Salvador            | Total               | Total               | 25  | 0 | 0 | 0 | 0 | 0 | 25  | 0 |
| Club Deportivo Municipal Limeño · El Salvador       | 1.ª                 | 2020                | 2   | 0 | - | - | - | - | 2   | 0 |
| Club Deportivo Municipal Limeño · El Salvador       | Total               | Total               | 2   | 0 | 0 | 0 | 0 | 0 | 2   | 0 |
| Jocoro Fútbol Club · El Salvador                    | 1.ª                 | 2021                | 9   | 0 | - | - | - | - | 9   | 0 |
| Jocoro Fútbol Club · El Salvador                    | Total               | Total               | 9   | 0 | 0 | 0 | 0 | 0 | 9   | 0 |
| Club Deportivo Platense · El Salvador               | 1.ª                 | 2021-22             | 23  | 0 | - | - | - | - | 23  | 0 |
| Club Deportivo Platense · El Salvador               | Total               | Total               | 23  | 0 | 0 | 0 | 0 | 0 | 23  | 0 |
| Total en su carrera                                 | Total en su carrera | Total en su carrera | 200 | 2 | 0 | 0 | 0 | 0 | 200 | 2 |
| (2) No incluye goles en partidos amistosos.         |                     |                     |     |   |   |   |   |   |     |   |

Segunda División de El Salvador/Reservas
| Club                            | País        | Año         |
| ------------------------------- | ----------- | ----------- |
| Club Deportivo Aspirante        | El Salvador | 2012        |
| Club Social Ciclón del Golfo    | El Salvador | 2012 - 2013 |
| Club Deportivo Aspirante        | El Salvador | 2013 - 2014 |
| Club Deportivo Luis Ángel Firpo | El Salvador | 2014 - 2015 |